# WPolityce.pl
wPolityce.pl – polski prawicowy portal internetowy założony 17 czerwca 2010 przez braci Jacka i Michała Karnowskich, poświęcony tematyce politycznej.

## Redakcja i autorzy
Portal redagowany jest przez zespół dziennikarzy w następującym składzie: Marzena Nykiel, Jacek Karnowski, Michał Karnowski, Wojciech Biedroń, Aleksander Majewski, Adam Kacprzak, Kamil Kwiatek, Weronika Tomaszewska, Adam Stankiewicz. Od początku istnienia redaktorem naczelnym portalu był Jacek Karnowski. W marcu 2013 jego następcą został Marek Pyza, a funkcję zastępcy pełniła Marzena Nykiel. 1 października 2014 funkcję redaktora naczelnego objęła Marzena Nykiel.
Felietonistami portalu zostali m.in.: Jacek Karnowski, Michał Karnowski, Marzena Nykiel, Marek Pyza, Marcin Wikło, Grzegorz Górny, Stanisław Janecki, Piotr Cywiński, Maja Narbutt, Aleksandra Jakubowska, a także politycy partii Prawo i Sprawiedliwość: Janusz Wojciechowski, Zbigniew Kuźmiuk, Ryszard Czarnecki, Izabela Kloc.
W grudniu 2011 twórcy portalu powołali Stowarzyszenie Edukacji Medialnej i Społecznej im. Jana Liszewskiego, którego celem jest budowa niezależnych mediów.

## Pozycja na rynku mediów
Na stan z kwietnia 2019 roku wedle szacunku Instytutu Monitorowania Mediów portal wPolityce zajmował trzecie miejsce na liście najczęściej cytowanych mediów internetowych (944 cytowania), po portalu Onet.pl (3478 cytowań) oraz Wirtualna Polska (2288 cytowań). Tę samą pozycję portal zajmował w analogicznym miesiącu 2018 roku; najwyższe miejsce w badaniach IMM wPolityce zajmował w maju 2017 roku z wynikiem 133 cytowań, wyprzedzając Onet.pl (122 cytowania).
W 2019 roku w raporcie na podstawie badania przeprowadzonego przez Nahemę Marchal, Bence'a Kollanyiego, Lisę-Marię Neudert oraz Philipa N. Howarda z Uniwersytetu Oksfordzkiego, w oparciu o analizę ilościową mediów społecznościowych portal wPolityce został uznany za czwartego pod względem aktywności w Internecie (po publiszer.pl, centrummedialne.pl oraz kontrowersje.net) polskiego producenta tzw. junk news, czyli „wprowadzających w błąd, zwodniczych lub nieprawidłowych informacji, które rzekomo mają być prawdziwymi wiadomościami o polityce, ekonomii lub kulturze”. Odnosząc się do badania, Michał Karnowski we wpisie na Twitterze zarzucił naukowcom, że badanie jest tylko ich „subiektywną oceną” i nie reprezentuje oficjalnego stanowiska uniwersytetu. Portal wPolityce.pl zagroził wystąpieniem na drogę sądową w tej sprawie. Centrum Monitoringu Wolności Prasy SDP, zarzuciło oksfordzkiemu badaniu ideologiczne podłoże w algorytmie selekcji informacji śmieciowych i broniło profesjonalizmu dziennikarzy portalu.